# Liste der Baudenkmäler in Weißenbrunn
Auf dieser Seite sind die Baudenkmäler in der oberfränkischen Gemeinde Weißenbrunn zusammengestellt. Diese Tabelle ist eine Teilliste der Liste der Baudenkmäler in Bayern. Grundlage ist die Bayerische Denkmalliste, die auf Basis des Bayerischen Denkmalschutzgesetzes vom 1. Oktober 1973 erstmals erstellt wurde und seither durch das Bayerische Landesamt für Denkmalpflege geführt wird. Die folgenden Angaben ersetzen nicht die rechtsverbindliche Auskunft der Denkmalschutzbehörde.

Diese Liste gibt den Fortschreibungsstand vom  28. November 2024 wieder und enthält 27 Baudenkmäler.

## Baudenkmäler nach Gemeindeteilen

### Weißenbrunn
| Lage                       | Objekt                                                          | Beschreibung | Akten-Nr.              | Bild           |
| -------------------------- | --------------------------------------------------------------- | --- | ---------------------- | -------------- |
| Am Brunnen (Standort)      | Brunnen, sogenannte Jungferkättl                                | Sandstein, von Johann Dümlein, 1715, Umsetzung des Brunnens um 1930 | D-4-76-185-12 Wikidata | weitere Bilder |
| Am Brunnen 3 (Standort)    | Wohnhaus                                                        | Zweigeschossiger, giebelständiger Satteldachbau mit Sandsteinerdgeschoss und Freitreppe, Obergeschoss Fachwerk und Ziegel, 1848                                        | D-4-76-185-2 Wikidata  | weitere Bilder |
| Am Brunnen 7 (Standort)    | Evangelisch-lutherische Pfarrkirche Zur Heiligen Dreifaltigkeit | Viergeschossiger Westturm mit Spitzhelm 16. Jahrhundert, Langhaus mit Satteldach 1698/99, 1906 Anbauten durch Johannes Will; mit Ausstattung Ummauerter Kirchhof, 1699 | D-4-76-185-3 Wikidata  | weitere Bilder |
| Bergstraße 2 (Standort)    | Wohnhaus                                                        | Eingeschossiger Satteldachbau, erste Hälfte 18. Jahrhundert, Fachwerkgiebel (und wahrscheinlich Zwerchhaus) 18. Jahrhundert                                            | D-4-76-185-4 Wikidata  | BW             |
| Braustraße 2 (Standort)    | Wohnhaus                                                        | Zweigeschossiger, giebelständiger Satteldachbau mit Fachwerkobergeschoss, Giebel verschiefert, 18. Jahrhundert, moderner Anbau                                         | D-4-76-185-5 Wikidata  | weitere Bilder |
| Braustraße 4 (Standort)    | Gasthaus Bräustübl                                              | Zweigeschossiger, traufständiger Satteldachbau mit Fachwerkobergeschoss, verputzt, im Kern 18. Jahrhundert                                                             | D-4-76-185-6 Wikidata  | weitere Bilder |
| Braustraße 39 (Standort)   | Villa                                                           | Zweigeschossiger Walmdachbau mit Sandsteingliederung, verputzt, Mitte 19. Jahrhundert Garten                                                                           | D-4-76-185-29 Wikidata | BW             |
| Braustraße 44 (Standort)   | Wohnhaus                                                        | Zweigeschossiger Mansardwalmdachbau mit Freitreppe, verputzt, spätes 18. Jahrhundert, Erdgeschoss 1878 erneuert                                                        | D-4-76-185-7 Wikidata  | Wohnhaus       |
| Grüner Straße 7 (Standort) | Rothmühle                                                       | Wohnstallhaus, eingeschossiger Satteldachbau aus Sandsteinquadern mit Fachwerkgiebel, 17./18. Jahrhundert                                                              | D-4-76-185-8 Wikidata  | Rothmühle      |
| Paradies 1 (Standort)      | Ehemaliges Rathaus, davor Pfarrhaus                             | Zweigeschossiger Satteldachbau mit Fachwerkobergeschoss und Freitreppe, Giebel verschiefert, 1744                                                                      | D-4-76-185-9 Wikidata  | weitere Bilder |
| Paradies 13 (Standort)     | Wohnstallhaus                                                   | Eingeschossiger Satteldachbau, verputzt, Giebel Fachwerk, 18./19. Jahrhundert                                                                                          | D-4-76-185-10 Wikidata | BW             |
| Schulweg 3 (Standort)      | Wohnhaus                                                        | Zweigeschossiger Mansardwalmdachbau mit Fachwerkobergeschoss, um 1800, Erdgeschoss verändert                                                                           | D-4-76-185-11 Wikidata | Wohnhaus       |

### Eichenbühl
| Lage                       | Objekt                   | Beschreibung | Akten-Nr.              | Bild           |
| -------------------------- | ------------------------ | --- | ---------------------- | -------------- |
| Eichenbühl 1 (Standort)    | Ehemaliges Wohnstallhaus | Zweigeschossiger Walmdachbau, Obergeschoss Fachwerk verschiefert, 1848                                                           | D-4-76-185-13 Wikidata | BW             |
| Eichenbühl 3/3a (Standort) | Doppelwohnhaus           | Ein- und zweigeschossiger, traufständiger Bau mit Mansard-Frackdach, verputzt, 1792                                              | D-4-76-185-14 Wikidata | Doppelwohnhaus |
| Eichenbühl 4 (Standort)    | Ehemaliges Wohnstallhaus | Zweigeschossiger, traufständiger Satteldachbau, verputzt, wohl 18. Jahrhundert                                                   | D-4-76-185-15 Wikidata | BW             |
| Eichenbühl 5 (Standort)    | Ehemaliges Wohnstallhaus | Eingeschossiger Satteldachbau, ehemaliger Stallteil im Süden verändert, südliche Giebelseite verschiefert, Mitte 17. Jahrhundert | D-4-76-185-16 Wikidata | BW             |

### Gössersdorf
| Lage                      | Objekt                                           | Beschreibung | Akten-Nr.              | Bild           |
| ------------------------- | ------------------------------------------------ | --- | ---------------------- | -------------- |
| Gössersdorf 6 (Standort)  | Wohnstallhaus                                    | Zweigeschossiger Satteldachbau, massiv und verputzt, mit Stockwerksgesims und gefugter Eckquaderung, 1844                                  | D-4-76-185-17 Wikidata | Wohnstallhaus  |
| Gössersdorf 27 (Standort) | Bauernhaus                                       | Zweigeschossiger, traufständiger Satteldachbau mit Sandsteinerdgeschoss und rustizierten Ecken, 1846, Obergeschoss 1930                    | D-4-76-185-18 Wikidata | BW             |
| Gössersdorf 31 (Standort) | Evangelisch-lutherische Filialkirche St. Egidius | Saalbau mit Satteldach, Chorturm verschiefert, 1450/60 über älterem Kern, Erneuerung und Umbauten von 1650, 1748 und 1913; mit Ausstattung | D-4-76-185-19 Wikidata | weitere Bilder |

### Hummendorf
| Lage                   | Objekt                   | Beschreibung                                                                                          | Akten-Nr.              | Bild                     |
| ---------------------- | ------------------------ | --- | ---------------------- | ------------------------ |
| Dorfplatz 2 (Standort) | Gasthaus Göppner         | Zweigeschossiger, traufständiger Sandsteinquaderbau, Giebel verschiefert, 1842, Erdgeschoss verändert | D-4-76-185-21 Wikidata | Gasthaus Göppner         |
| Dorfplatz 9 (Standort) | Ehemaliges Wohnstallhaus | Zweigeschossiger Satteldachbau, Obergeschoss und Giebel verschiefert, 1842                            | D-4-76-185-20 Wikidata | Ehemaliges Wohnstallhaus |

### Rucksmühle
| Lage                                                           | Objekt                              | Beschreibung | Akten-Nr.              | Bild                                |
| -------------------------------------------------------------- | ----------------------------------- | --- | ---------------------- | ----------------------------------- |
| Rucksmühle 1 (Standort)                                        | Rucksmühle                          | Zweigeschossiger Mansardwalmdachbau mit Sandsteingliederung, 1829 | D-4-76-185-22 Wikidata | BW                                  |
| Rucksgasser Grund, etwa 450 m nordöstlich der Mühle (Standort) | Grenzstein, sogenannter Marterstein | Sandsteinblock Beim sogenannten Marterstein handelt es sich um einen unbearbeiteten Sandsteinblock, der etwa die Abmessungen eines Hektoliter-Fasses besitzt. Der Erzählung nach soll er vom Sohn des Müllers Weiß alleine von der Rucksmühle bergauf zu seinem heutigen Standort getragen worden sein. Preußische Soldaten hatten den Müller 1761 getötet und die Mühle zerstört. Der Sohn bat beim Herren von Schloss Weißenbrunn um die Erlaubnis für den Wiederaufbau des Gebäudes, was dieser dem jungen Mann nur gestatten wollte, wenn er ohne fremde Hilfe einen großen Felsbrocken aus den Trümmern der Mühle als Grenzstein auf den Berg brächte, um damit die Grenze zu den Gebieten der Herren von Künsberg und Guttenberg zu markieren.:32–33 | D-4-76-185-23 Wikidata | Grenzstein, sogenannter Marterstein |

### Schlottermühle
| Lage                                | Objekt             | Beschreibung | Akten-Nr.                        | Bild               |
| ----------------------------------- | ------------------ | --- | -------------------------------- | ------------------ |
| Am südlichen Ortsausgang (Standort) | Steinkreuz         | Um 1450 Bei dem Steinkreuz handelt es sich um das einzige seiner Art im Landkreis Kronach. Eine Bruchstelle am Kreuzstamm deutet darauf hin, dass es einst deutlich höher gewesen sein dürfte. Da das abgebrochene Teilstück fehlt, stand das Kreuz ursprünglich wahrscheinlich an einem anderen Ort. Mehrere muldenartige Vertiefungen an der Vorderseite gehen auf den Volksglauben zurück, dass der abgeschabte Steinstaub von Steinkreuzen heilende Wirkung besitzen soll.:103 | D-4-76-185-24 Wikidata           | Steinkreuz         |
| Am südlichen Ortsausgang (Standort) | Auslieferungsstein | Der sogenannte Auslieferungsstein hatte die Funktion eines Grenzsteins zwischen den bambergisch-hochstiftischen Hals- oder Blutgerichten Kronach, Stadtsteinach und Weismain und ab 1524 zwischen dem Hochstift Bamberg und der Markgrafschaft Brandenburg-Kulmbach. An seinem Standort wurden Straftäter dem jeweils zuständigen benachbarten Gericht übergeben. | D-4-76-185-24 zugehörig Wikidata | Auslieferungsstein |

### Wildenberg
| Lage                                      | Objekt            | Beschreibung                                                      | Akten-Nr.              | Bild          |
| ----------------------------------------- | ----------------- | ----------------------------------------------------------------- | ---------------------- | ------------- |
| Wildenberg 14 (Standort)                  | Bauernhaus        | Zweigeschossiger Walmdachbau, 18./19. Jahrhundert                 | D-4-76-185-25 Wikidata | BW            |
| Wildenberg 33 (Standort)                  | Wohnstallhaus     | Eingeschossiger Satteldachbau mit Fachwerkgiebel, 18. Jahrhundert | D-4-76-185-27 Wikidata | Wohnstallhaus |
| An der Gemeindegrenze Weißenbrunn/Küps () | Sechs Grenzsteine | 17. Jahrhundert                                                   | D-4-76-185-28 Wikidata |               |

## Abgegangene Baudenkmäler
In diesem Abschnitt sind Objekte aufgeführt, die früher einmal in der Denkmalliste eingetragen waren, jetzt aber nicht mehr existieren, z. B. weil sie abgebrochen wurden. Aktennummern in diesem Abschnitt sind ehemalige, jetzt nicht mehr gültige Aktennummern.
| Lage                                  | Objekt        | Beschreibung                                                                     | Akten-Nr.              | Bild |
| ------------------------------------- | ------------- | -------------------------------------------------------------------------------- | ---------------------- | ---- |
| Weißenbrunn Am Brunnen 2 (Standort)   | Satteldachbau | Mit verschiefertem Obergeschoss, 18./19. Jahrhundert                             |                        | BW   |
| Gössersdorf Gössersdorf 14 (Standort) | Bauernhof     | Eingeschossiges Wohnstallhaus mit Satteldach, bezeichnet „1857“ Nebengebäude     | D-4-76-185-30 Wikidata | BW   |
| Wildenberg Wildenberg 22 ()           | Wohnstallbau  | Im Kern 18. Jahrhundert, Fachwerkobergeschoss und Frackdach wohl 19. Jahrhundert |                        |      |